# Ryuta Kanai
Ryuta Kanai (金井 隆太 Kanai Ryuta?), född 16 augusti 1989 i Kanagawa prefektur, är en japansk fotbollsspelare.
Kanai började sin karriär 2012 i Vanraure Hachinohe. Han spelade 72 ligamatcher för klubben.